# Juti
Juti är en kommun i Brasilien.   Den ligger i delstaten Mato Grosso do Sul, i den södra delen av landet, 1 000 km sydväst om huvudstaden Brasília. Antalet invånare är 5 900.
Trakten runt Juti består i huvudsak av gräsmarker. Runt Juti är det mycket glesbefolkat, med 6 invånare per kvadratkilometer.